# ハワード・ドナルド
ハワード・ポール・ドナルド（Howard Paul Donald, 1968年4月28日 - ）はイギリス、ランカシャー出身の歌手、作詞作曲家、ドラマー、ピアニスト、ダンサー、DJ、ハウスミュージックプロデューサー。イギリスの男性グループテイク・ザットのメンバーで、同じくメンバーのジェイソン・オレンジと共にダンスの中心的役割を務めている。

## 経歴

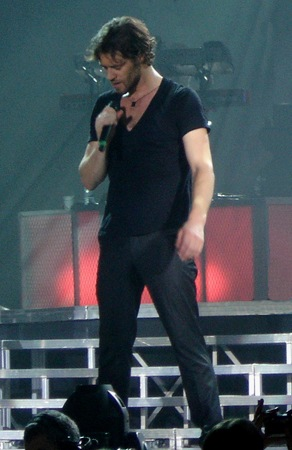
2007年

画家として活動しながら、ジェイソン・オレンジとStreetbeatというダンスユニットを組んでいた。そして音楽プロデューサーのナイジェル・マーティン＝スミスによるゲイリー・バーロウと共に活動するバックダンサー募集オーディションに参加、2人共採用されテイク・ザットが結成される。
テイク・ザット2枚目のアルバム『エヴリシング・チェンジズ』では「イフ・ディス・イズ・ラヴ」で初の作詞作曲、そしてヴォーカルを担当。次のアルバム『ノーバディ・エルス』に収録されたシングル「ネヴァー・フォーゲット」でもメイン・ヴォーカルを務め、全英1位など大ヒットを記録した。
テイク・ザットは1996年に解散。解散後は作詞家やソロ活動をしてどうにか音楽業界にとどまりたく、シングル"Speak Without Words"をレコーディングしたが発売されなかった。最終的にはDJ HDの名でクラブのDJとして成功した。現在もヨーロッパのクラブを中心に活動しており、主にテイク・ザットのコンサート・ツアーが無い時期に活動している。専門はシカゴ・ハウス。
2005年にITVでその解散10周年を記念して彼らのドキュメンタリー番組「Take That: For the Record」が放送された。そこでドナルドは当時、メンバーとマネージャーが解散に賛成し、それにひどく落ち込みテムズ川に飛び込もうとして自殺を図ったと告白。
2006年、テイク・ザットはベストアルバムの発売に伴い『ライヴ・イン・マンチェスター』を決行。2006年には11年ぶりのアルバム、『ビューティフル・ワールド』をリリース。このアルバムに収録されている「ビューティフル・ワールド」と「マンキュニアン・ウェイ」の2曲でドナルドはリードヴォーカルをつとめている。
2010年に発売されたシングル「キッズ」のリミックスを担当。B面に「リヴェンジ・オブ・ザ・キッズ」のタイトルで収録された。
2021年、『ザ・マスクド・ダンサー』にジップとして出場。

## 健康問題
『Beautiful World Tour 2007』の最中にステージ上でパフォーマンスに失敗し肺を潰し、2日間の入院生活をした。手術後しばらくの間ツアーには帯同したがステージに上がることは出来ず、テイク・ザットは3人でパフォーマンスをすることになった。最終的に12日後にコンサートに復帰した。

## 私生活

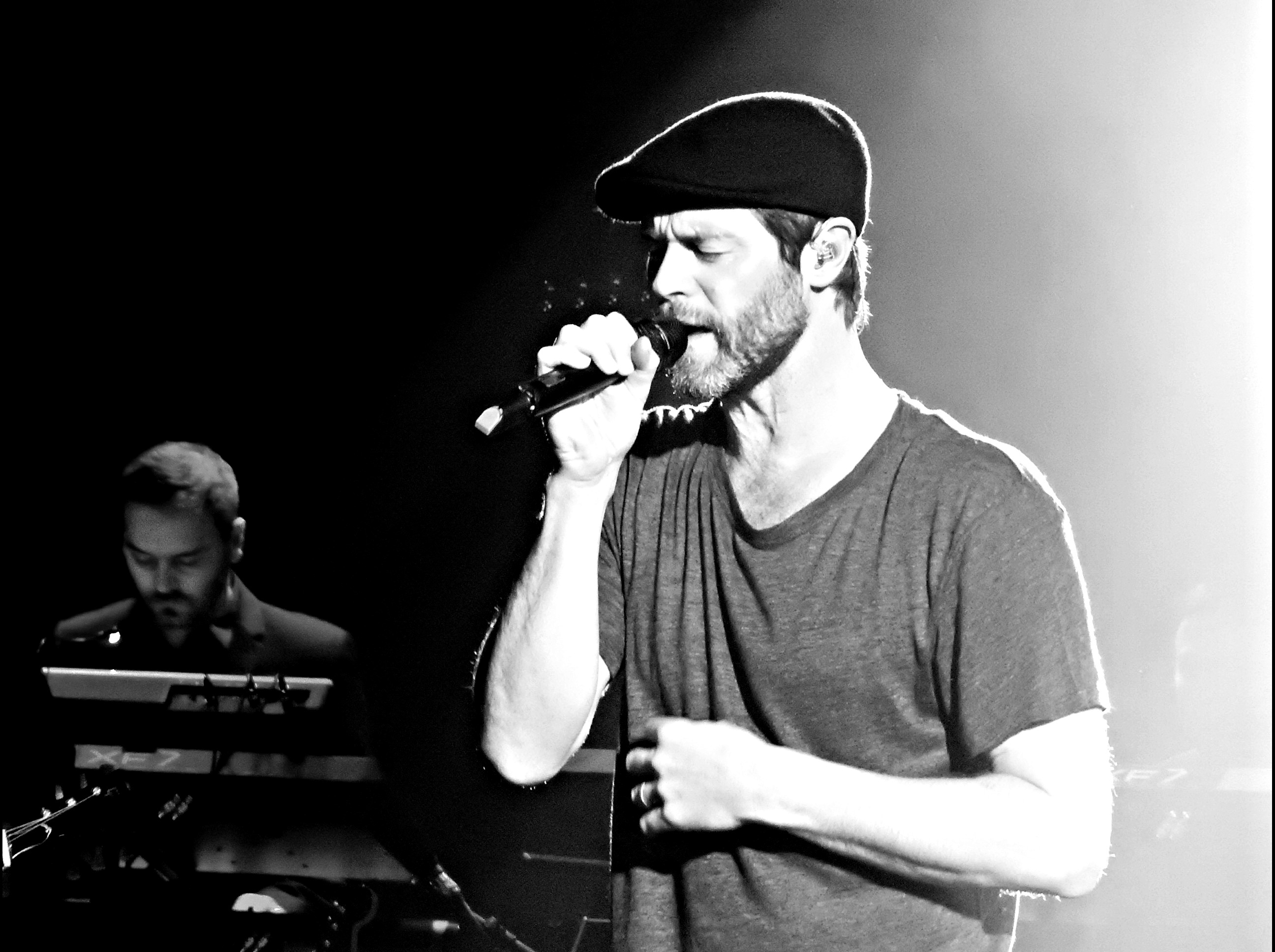
2017年

イギリス人の恋人ビクトリアとの間にグレイス(1999年3月生まれ)、ドイツ人の恋人マリーとの間にローラ(2005年生まれ)という2人の娘を持つ父親である。マリーとは2009年に別れている。
2015年にイラストレーターのケイティ・ハリルと結婚、ケイティとの間に新たに2人の息子が生まれている。
喫煙者であったが、『ビューティフル・ワールド・ツアー』の前に禁煙している。現在まで続いているかどうかは不明。
2007年に大麻の使用を合法化すべきだと主張し論争の的となった。彼曰く「多くの人が酔っ払うためではなく薬でハイになるために外出すれば、喧嘩も問題も暴力も少なくなるだろう」とのこと。また以前にエクスタシー中毒だったことも認めている。
2010年、2000年から2008年までの間公私共に関係のあった恋人であるミュージシャンAdakini Ntuliに関しての超差し止め措置を出した。これはイギリス独自の法律で、報道機関に対し要求した内容の報道を全て差し止め、更に差し止めた事実も公表してはいけないというものでプライバシー保護を目的としている。Ntuliが著名な宣伝人マックス・クリフォードと婚約し、当時盗聴疑惑があり悪名高かったタブロイド紙「ニュース・オブ・ザ・ワールド」と彼女が関係を持とうとしていたために差し止め措置を求めたものである。公的な関係についての差し止めは2010年11月に解除を認めた。一連の事例は超差し止め措置の裁判の先例になったと法律家たちに見られている。
2013年、Twitterのアカウントに突如全裸や女装姿を投稿、しかし後に削除された。
2019年、Instagramにおけるファンとの交流の中で、男性と女性の両方を好きになることに偏見がなく、自身がパンセクシャルであるべきだという見解を語った。